# Eggersdorf (Johanniskirchen)
Eggersdorf ist ein Ortsteil der Gemeinde Johanniskirchen im niederbayerischen Landkreis Rottal-Inn. Der Ort liegt nordöstlich des Kernortes Johanniskirchen. Östlich fließt der Sulzbach, der über den Vilskanal in die Vils entwässert, und verläuft die St 2108. 

## Sehenswürdigkeiten
In der Liste der Baudenkmäler in Johanniskirchen ist für Eggersdorf ein Baudenkmal aufgeführt:
- Das Rottaler Wohnstallhaus (Eggersdorf 2), bezeichnet 1819, ist Teil eines Vierseithofes. Der zweigeschossige, teilverschindelte Blockbau ist mit einem flachen Satteldach und zwei Giebelschroten ausgestattet.